# Битка код Ктесифона (363)
Битка код Ктесифона вођена је 29. маја 363. године у Месопотамији између армије Римског царства предвођене царем Јулијаном Апостатом и армије Сасанидске Персије под Шапуром II. Завршена је победом Римљана.

## Битка
Јулијан 363. године покреће велики поход на Сасанидску Персију. Армију (90.000 људи) је поделио у две групе. Једну је предводио лично, а другу је поверио Прокопију и послао је у Јерменију. Јулијан је лако продро до персијске престонице Ктесифон. Одлучио се за напад у формацији полумесеца. Персијска војска је разбијена што су му морали признати чак и непријатељски настројени хришћани. Јулијан је одбио Шапурову понуду за мир. Међутим, Прокопијево појачање је закаснило што је приморало Јулијана да нареди повлачење не освојивши престоницу. Дана 26. јуна поражен је у бици код Самаре. У бици је и сам погинуо. Потом је склопљен понижавајући мир са Персијом којим је повратила територије у Малој Азији и Месопотамији које су деценијама биле у римским рукама.